# Haemophilus aphrophilus
Haemophilus aphrophilus es una especie de bacterias Gram-negativas con forma de cocobacilo pero muy pleomórficas. Aunque la forma típica es la cocobacilar, se consideran pleomóficas porque pueden realmente variar drásticamente su morfología.
El género incluye organismos comensales con un cierto grado de patogenicidad; Haemophilus influenzae ocasiona septicemia y meningitis a niños pequeños; Haemophilus ducreyi es el agente productor del chancroide. Es de destacar que originariamente se consideraba a H. influenzae como el agente causal de la gripe, creencia errónea, puesto que se trata de un ortomixovirus, pero que le proporcionó el epíteto específico al taxón.
Las especies de Haemophilus se clasifican según las características de la cápsula: siete serogrupos de la a a la f han sido descritos, junto con un e' . La cápsula tipo b es la más correlacionada con la virulencia de la bacteria.
- Datos: Q2881479